# VG247
VG247 — британський відеоігровий блог, створений як videogaming247.com у лютому 2008 року ігровим журналістом Патріком Гарраттом. VG247 займається публікацією ігрових новин, оглядів та інших матеріалів.

## Історія
VG247 був створений 1 лютого 2008 року як videogaming247.com в співпраці між ігровим журналістом Патріком Гарраттом та компанією Eurogamer Network. До цього Гарратт співпрацював із багатьма видавництвами, як-от Future Publishing та Dennis Publishing, а у 2004 році приєднався до самої Eurogamer Network, де займав одну з керівних посад. Мартін Тейлор, колега Гарратта по роботі в Eurogamer Network, допоміг йому з розробкою дизайну блогу. Згодом до Гарратта приєдналися Майкл Боуден та Натан Грейсон. На початку 2009 року було проведено ребрендинг, унаслідок чого назва й адреса блогу була змінена на VG247 та vg247.com відповідно. Разом із цим блог отримав оновлений дизайн із покращеними функціями, а Стефані Наннелі приєдналася до команди як американська помічниця редактора. У грудні Джонні Каллен став новим членом редакційного колективу.
У 2011 році Бренна Гіллер приєдналася як австралійський редактор блогу. Наступного року до VG247 приєдналися відеоредактор Сем Клей і редактор Дейв Кук. У січні 2014 року було повідомлено, що Метт Мартін став головним редактором, тоді як Гарратт перейшов на посаду штатного видавця. Того ж місяця блог знову отримав оновлений дизайн, а в березні було представлено його італійську редакцію. У жовтні 2015 року VG247 видалив свій попередній огляд Uncharted 4: A Thief's End і попросив вибачення після того, як компанія Sony повідомила, що блог опублікував огляд ремастеру Uncharted 2: Among Thieves з Uncharted: The Nathan Drake Collection. З вересня 2019 року блог почав додавати огляди із використанням п'ятизіркової системи оцінок.
У січні 2022 року Том Оррі обійняв посаду головного редактора VG247.

## Похвали
VG247 був номінований як найкращий вебсайт на церемонії Games Media Awards 2008, тоді як Гарратт отримав номінацію як найкращий онлайн-автор з ігрової тематики. Під час Games Media Awards 2009 VG247 було визнано найкращим блогом, а Гарратт був нагороджений премією «Легенда Games Media» і визнаний найкращим онлайн-автором. У листопаді 2009 року вебсайт CNET поставив VG247 на третє місце серед найкращих ігрових блогів у світі. Сайт знову був номінований як найкращий блог під час Games Media Awards у 2010—2011 роках.